# Czesław Okińczyc

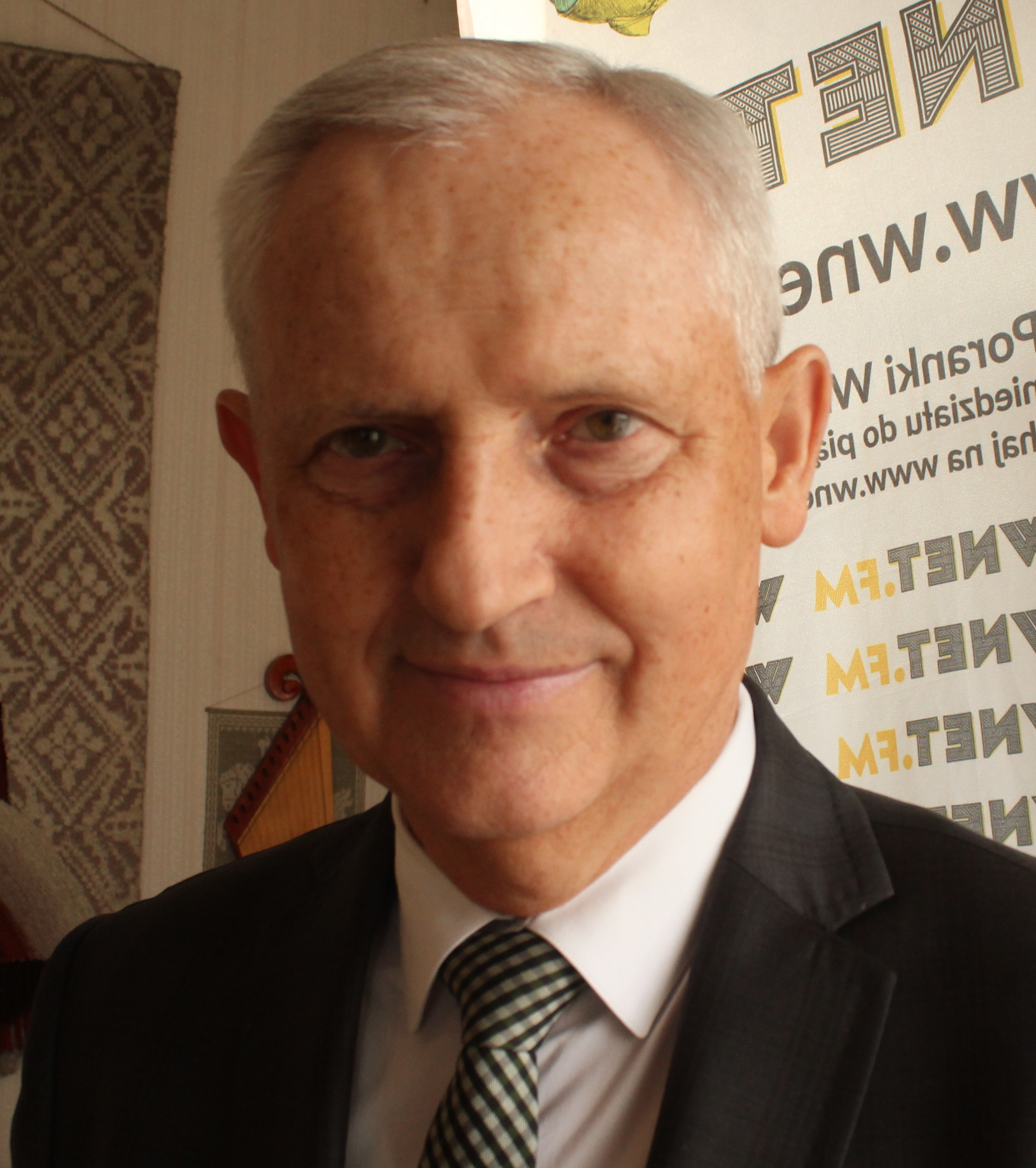
Czesław Okińczyc

Czesław Okińczyc, lit. Česlav Okinčic  (* 13. September 1955 in Vilnius, Litauische SSR) ist ein litauischer Wirtschaftsjurist, Rechtsanwalt, ehemaliger Diplomat und Politiker, Mitglied des Seimas.

## Leben
Nach dem Abitur an der Mittelschule Juzef Ignacij Kraševskij Vilnius absolvierte er von 1977 bis 1982 das Diplomstudium der Rechtswissenschaften an der Rechtsfakultät der Vilniaus universitetas.
Von 1982 bis 1990 war er Rechtsanwalt in der 1. Anwaltskanzlei Vilnius, von 1990 bis 1992 Mitglied des Obersten Rats Litauens, ab 1998 Berater des litauischen Präsidenten, ab 2001 Botschafter und ab April 2005 assoziierter Partner der Anwaltskanzlei „Sutkienė, Pilkauskas ir partneriai“.
Er ist auch Mitglied des Rats der Universität Vilnius.